# Джексонвілл (Айова)
Джексонвілл (англ. Jacksonville) — переписна місцевість (CDP) в США, в окрузі Шелбі штату Айова. Населення — 29 осіб (2020).

## Географія
Джексонвілл розташований за координатами 41°38′42″ пн. ш. 95°9′6″ зх. д. / 41.64500° пн. ш. 95.15167° зх. д. (41.645074, -95.151693).  За даними Бюро перепису населення США в 2010 році переписна місцевість мала площу 0,25 км², уся площа — суходіл.

## Демографія
Згідно з переписом 2010 року, у переписній місцевості мешкало 30 осіб у 15 домогосподарствах у складі 10 родин. Густота населення становила 118 осіб/км².  Було 19 помешкань (75/км²).
Расовий склад населення:
| - 83,3 % — білих - 16,7 % — осіб інших рас |

До двох чи більше рас належало 0,0 %. Частка іспаномовних становила 16,7 % від усіх жителів.
За віковим діапазоном населення розподілялося таким чином: 13,3 % — особи молодші 18 років, 60,0 % — особи у віці 18—64 років, 26,7 % — особи у віці 65 років та старші. Медіана віку мешканця становила 56,0 року. На 100 осіб жіночої статі у переписній місцевості припадало 87,5 чоловіків;  на 100 жінок у віці від 18 років та старших — 100,0 чоловіків також старших 18 років.
Цивільне працевлаштоване населення становило 15 осіб. Основні галузі зайнятості: роздрібна торгівля — 53,3 %, виробництво — 46,7 %.